# Boson
Bosonii  sunt particule elementare care au spinul întreg și satisfac statistica Bose-Einstein. Au fost denumiți după fizicianul indian Satyendra Nath Bose.

## Definiție
Denumirea provine de la Satyendra Nath Bose. Numărul de bosoni printre particulele elementare este foarte mare. Cea mai importantă categorie de bosoni sunt cuantele de schimb: fotonul- cuanta de schimb al interacțiunii electromagnetice, cu spin 1, gravitonul- cuanta de schimb a interacțiunii gravitaționale în cadrul teoriilor de gravitație cuantică, cu spin 2, precum și cuanta ipotetică a câmpului scalar cu spin 0. 
În afară de acestea, bosoni sunt pionii- particule fără spin (s=o):π0, π+, π-,    bosonii intermediari- care sunt și cuante de schimb a interacțiunii unificate electroslabe-:Z0, W+, W-, mezonii: ρ, σ,  η, Σ (care au trei configurații de sarcină și spin 2) și alte particule elementare.
Bosonii cu spin 0 sunt descriși cu ajutorul ecuației lui Klein- Gordon, care reprezintă o generalizare relativistă a ecuației lui Schrodinger, fotonii sunt descriși cu ajutorul ecuațiilor lui Maxwell, bosonii vectoriali cu masă de repaos nenulă sunt descriși cu ajutorul ecuației lui Proca, iar particulele cu spin superior sunt descrise cu ecuații mai complicate.

## Interacțiunea nucleară slabă
Bosonii sunt responsabili de interacțiunea  nucleară slabă, numită și interacțiunea slabă, care la rândul ei este responsabilă pentru radioactivitate și care acționează asupra tuturor particulelor de materie cu spin 1/2 (de exemplu: protonii sau neutronii), dar nu acționează asupra particulelor cu spin 0, 1 sau 2 (cum sunt fotonii sau gravitonii ).
Interacțiunea slabă nu a fost înțeleasă bine până în 1967, când Abdus Salam de la Imperial College, Londra, și Steven Weinberg de la Harvard au propus teorii care unificau această interacțiune cu forța electromagnetică, la fel cum Maxwell a unificat electricitatea cu magnetismul, cu 100 de ani înaintea lor.

## Istoric
Ei sugerau că în afară de foton mai există alte trei particule cu spin 1, numite colectiv bosoni, vectori masivi care purtau interacțiunea nucleară slabă. Aceștia au fost numiți W+ (pronunțat W plus), W- (pronunțat W minus) și Z0 (pronunțat Z zero), iar fiecare are o masă de cca. 100 GeV (GeV înseamnă Gigaelectron-Volt sau un miliard de electron-volți).
În momentul în care Weinberg și Salam și-au propus teoria, puține persoane îi credeau, iar acceleratoarele de particule nu erau destul de puternice pentru a atinge energiile de 100 de GeV necesare pentru producerea particulelor reale W+, W- sau Z0.
Totuși, în următorii aproximativ 10 ani celelalte preziceri ale teoriei la energii joase au concordat destul de bine cu experimentul, astfel că, în 1979, Weinberg și Salam au primit Premiul Nobel pentru Fizică, împreună cu Sheldon Glashow, tot de la Harvard, care sugerase teorii unificate similare ale interacțiunilor nucleare slabe și ale forței electromagnetice.

## Teoria Weinberg-Salam
Teoria Weinberg-Salam prezintă o proprietate numită „ruperea spontană a simetriei”. Aceasta înseamnă că ceea ce la energii joase par a fi mai multe particule complet diferite, sunt de fapt același tip de particule, dar în stări diferite. La energii înalte toate aceste particule se comportă asemănător. Efectul este asemănător comportării unei bile pe roata unei rulete. La energii înalte (când roata se învârtește repede) bila se comportă într-un singur fel - ea se rotește împreună cu roata. Dar când roata își încetinește mișcarea, energia bilei scade și în cele din urmă bila cade în una din cele 37 despărțituri ale roții. Cu alte cuvinte, la energii joase extistă 37 de stări diferite în care se poate găsi bila. Dacă, pentru un motiv oarecare, s-ar putea observa bila numai la energii joase, observatorul ar putea crede că există 37 de tipuri diferite de bile.
În Teoria Weinberg-Salam, la energii mult mai mari de 100 GeV cele trei particule noi și fotonul s-ar comporta în mod asemănător. Dar la energii mai joase ale particulelor, care apar în majoritatea situațiilor normale, această simetrie între particule ar fi distrusă. W+, W- și Z0 ar căpăta mase mari, făcând ca forțele pe care le poartă să aibă un domeniu foarte scurt.

## Bosonul Higgs
Pentru date recente despre bosonul Higgs v. articolul Bosonul Higgs.